# Lenguas dakoides
Las lenguas dakoides son un grupo de lenguas bantoides hablada en los estados Taraba y Adamawa de Nigeria, que podrían formar un grupo filogenético

## Clasificación
Las clasificación usual es la siguiente:
- Gaa-Dong
  - Donga (Dong)
  - Tiba (Gaa)
- Daka-Taram
  - Taram
  - Daka (a grupo geolectal de Dirim, Samba, Lamja, Dengsa y Tola).

J. Greenberg clasifió el daka de Samba dentro de su grupo adamawa, como grupo G3, sin embargo el trabajo de Bennett (1983) demostró que de hecho esta lengua debía ser clasificada dentro de las lenguas Benue-Congo, aunque si posición exacta dentro de este grupo (dentro o fuera del bantoide) está en discusión. Blench (2010) también la considera en el Benue–Congo. Sin embargo, Boyd considera que el daka forma una rama aislada dentro de las lenguas Níger-Congo (Blench 2008).
El Dong, aunque es claramente una lengua Níger-Congo, es difícil de clasificar, no se han publicado datos del tiba (frecuentemente listado simplemente como dialecto del daka, como en la clasificación de Ethnologue). Los únicos datos para el taram fueron recogidos en 1931 (Blench 2008).

## Comparación léxica
Los numerales para diferentes lenguas dakoides son:
| GLOSA | Dong-Gaa | Dong-Gaa  | Daka-Taram | Daka-Taram | Daka-Taram    | Daka-Taram    | PROTO- DAKOIDE  |
| GLOSA | Dong     | Wom       | Taram      | Dirrim     | Samba         | Gandole       | PROTO- DAKOIDE  |
| ----- | -------- | --------- | ---------- | ---------- | ------------- | ------------- | --------------- |
| '1'   | nɪŋɪni   | nɪŋa      | noan       | nuan       | nòòní         | nuni          | *no-ŋɪ(n)       |
| '2'   | jira     | ira       | bara       | bara       | bààrá         | bara          | *bara / *ira    |
| '3'   | tora     | tara      | tara       | tara       | tárā          | tara          | *tara           |
| '4'   | nara     | nara      | nara       | nara       | nààsá         | nasa          | *nasa           |
| '5'   | nuna     | nɔna      | tsŋona     | toona      | túùná         | tuna          | *ʦoːŋa          |
| '6'   | nɔŋgwa   | nɔŋwoi    | kənoan     | tɪni       | túnìn         | tuni          | *tuŋin/ *nɔŋgwa |
| '7'   | nɔŋsɪnna | nɔn ira   | kɪmbara    | tum bara   | dùtím         | ditim         | *5+2            |
| '8'   | daukət   | fatfat    | dufwo      | dupo       | dùtím- kə́rə́rə́ | ditim- kərərə | *daup-(?)       |
| '9'   | ligɪt    | ja gɪnɪŋa | kpanoan    | kpanan     | kúūm          | kum           | *10-1           |
| '10'  | kwop     | kop       | kum        | kum        | kúūm- kə́rə́rə́  | kum- kərərə   | *kwop           |